# سوملاك كامسينغ
سوملاك كامسينغ (بالتايلندية: สมรักษ์ คำสิงห์) (مواليد 16 يناير 1973) هو ملاكم تايلاندي، مثّل بلاده في الألعاب الأولمبية الصيفية في دورات 1992 و1996 و2000 و2004.

## روابط خارجية
- سوملاك كامسينغ على موقع IMDb (الإنجليزية)
- سوملاك كامسينغ على موقع قاعدة بيانات الفيلم (الإنجليزية)

سوملاك كامسينغ على موقع اللجنة الأولمبية الدولية (الإنجليزية)
- سوملاك كامسينغ على موقع أوليمبيديا (الإنجليزية)